# Vlag van Tottori

Vlag van Tottori (ratio 2:3)

De prefecturale vlag van Tottori bestaat uit een donkerblauw vlak met een wit gestileerd hiragana-karakter と [to] in de vorm van een vogel, wat symbool staat voor vrijheid, vrede en toekomstige ontwikkeling van de prefectuur. De eerste kanji van de naam Tottori betekent "vogel". De prefecturale vlag werd op 23 oktober 1968 aangenomen.
Het prefecturale embleem van Tottori lijkt niet alleen toevallig op dat van de prefectuur Tokushima, want beide gebruiken hetzelfde gestileerde hiragana-karakter と [to]. Ook hier heeft het de vorm van een vogel, maar dan als toespeling op de naam van de prefectuur, die de kanji 鳥 ("vogel") bevat.